# Herpis metcalfi
Herpis metcalfi är en insektsart som beskrevs av O'brien 1987. Herpis metcalfi ingår i släktet Herpis och familjen Derbidae. Inga underarter finns listade i Catalogue of Life.